# ドラフト会議 (KBO)
韓国プロ野球のドラフト会議(KBO Draft)は、韓国野球委員会（KBO）が主催する、各球団が新人選手獲得のために行う会議である。

## 選手選抜方法
- 2023年以降

　毎年8月以降に完全ウェーバー方式の新人指名会議を開催する。1球団につき最大11名まで指名できる。球団の新人指名は前年度リーグ最終順位と逆順に選ぶ。例えば、以下の通りである。
| 指名 順位 | 前年10位 | 前年9位 | 前年8位 | 前年7位 | 前年6位 | 前年5位 | 前年4位 | 前年3位 | 前年の韓国シリーズ 準優勝 | 前年の韓国シリーズ 優勝 |
| --------- | -------- | ------- | ------- | ------- | ------- | ------- | ------- | ------- | ------------------------- | ----------------------- |
| 1         | ①        | ②       | ③       | ④       | ⑤       | ⑥       | ⑦       | ⑧       | ⑨                         | ⑩                       |
| 2         | ⑪        | ⑫       | ⑬       | ⑭       | ⑮       | ⑯       | ⑰       | ⑱       | ⑲                         | …                       |
| 3         | …        | …       | …       |         |         |         |         |         |                           |                         |

※円の中に書かれた数字は、全体の指名順位を意味する。
なお、2016年新人ドラフトまで、2010年代に新規参入したNCダイノス、KTウィズの2球団は他球団よりも多数の選手を指名できるようになっていた。また、2014年から2021年新人ドラフトまでは、1次指名と2次指名に分けて行っていた。

## 新人指名方式の変遷
- 1983年：1次指名と2次指名をすることが出来る選手の制限がなかった。ソウルへの本拠地移転を予定していたOBベアーズは、1985年までは1次指名をするソウル縁故地の選手をドラフトすることが出来、大田地域の選手たちもOBがドラフトすることが出来た。
- 1985年：OBベアーズが大田地域を離れてソウルへ移転し、その結果、空白地帯になってしまった忠清道地域にピングレ・イーグルスが参加することになった。これにより、OBは大田地域の選手を1次指名することが出来なくなり、その権限はピングレに移ることになった。
- 1986年：1次指名をすることが出来る選手数が10人に制限された。
- 1987年：1次指名の場合、最大3人まで指名するように制限した。同時に、2次指名は球団が全地域の選手を対象にドラフトする方法に変わった。
- 1990年：1次指名可能選手が2人に減った。サンバンウル・レイダースが創立されることによって、新生球団の特別優先指名という名目で最初の2年に10人ずつ優先的に選抜することが出来る権利を与えた。これに伴い、ヘテ・タイガースは、サンバンウルの本拠地となった全羅北道地域の1次指名権を失った。
- 1991年：1次指名選手が1人に減った。
- 1996年：高卒優先指名が追加された。これは球団が本拠地とする地域内の高校卒業予定の選手の中で、3人を指名することが出来る制度である。
- 1997年：2次指名のチームあたりの最大指名可能選手数が12人に制限された。そして、前年シーズンの最下位チームが2次で2名を1位指名することが出来る利点が適用された最後の会議であった。
- 1999年：高卒優先指名に指名することができる選手の数が1人に減った。そして、この会議を最後に、高卒優先指名は消えた。
- 2001年：前回までは2次指名会議が毎年11月中に開かれたが、プロ球団と大学生選手のスカウトの紛争を防ぐために、これ以降の会議をシーズン中の6月に時期を移した。そしてSKワイバーンズが仁川を本拠地として創設され、現代ユニコーンズとともに1次指名で仁川、京畿道、江原地域の選手を指名することが出来るようになった。
- 2003年：2次指名の最大可能選手数が9人に削減された。そして、この会議から仁川、京畿道、江原地域における現代の1次指名権が剥奪された。
- 2007年：1次指名可能選手の数が2人に増えた。しかし、すぐに翌2008年の会議で1人に戻った。
- 2009年：現代の選手を引き継ぎ、ソウルを本拠地として創設されたヒーローズは、1次指名でソウル地域の選手を指名することが出来るようになった。
- 2010年：縁故地ドラフトを廃止し、完全ウエーバー制が導入された。最大指名可能選手の数が10人に増えた。新人指名会議の実況が初めてTVで生中継された。
- 2012年：新球団NCダイノスが初めて参加。特例により合計15人の新人選手を指名した。
- 2014年： 5年ぶりに縁故地ドラフトの1次指名が復活した。新球団KTウィズが初めて参加。特例により合計15人の新人選手を指名した。
- 2023年：10年ぶりに縁故地ドラフトを廃止し、完全ウエーバー制が再び導入された。

## 全体1位指名選手
完全ウェイバー方式の2014年度（2013年8月）以降、かつ指名制限のない選手が対象。
| 年度 | 選手   | 球団                 | 守備位置 |
| ---- | ------ | -------------------- | -------- |
| 2014 | 姜玟局 | NCダイノス           | 内野手   |
| 2015 | 金範洙 | ハンファ・イーグルス | 投手     |
| 2016 | 朴世津 | KTウィズ             | 投手     |
| 2017 | 趙丙旭 | KTウィズ             | 投手     |
| 2018 | 金敏   | KTウィズ             | 投手     |
| 2019 | 全湧主 | KTウィズ             | 投手     |
| 2020 | 金兌勁 | NCダイノス           | 投手     |
| 2021 | 孫孫寶 | ロッテ・ジャイアンツ | 投手     |
| 2022 | 文棟柱 | ハンファ・イーグルス | 投手     |
| 2023 | 金瑞鉉 | ハンファ・イーグルス | 投手     |